# استوانه‌سپر
استوانه‌سپر (نام علمی: Cylindraspis) نام یک سرده از خانواده لاک‌پشت زمینی است.